# Bågskytte vid olympiska sommarspelen 1988
Bågskytte vid olympiska sommarspelen 1988 i Seoul innehöll fyra grenar. För första gången sedan 1920 fanns lagtävlingar. Båda herrar och damer tävlade i både lag och individuellt. 

## Tävlingen
För första gången sedan olympiska sommarspelen 1972 ändrades organisationen av bågskytte. Istället för en dubbel FITA-runda (288 pilar) så sköt varje bågskytt en enkel FITA-runda (144 pilar) för att avgöra ranking. Efter detta återstod endast 24 skyttar. En fjärdedels FITA-runda (36 pilar) sköts sedan för att eliminera fler skyttar. Processen fortsatte två gånger till, och fler skyttar försvann. Då endast åtta skyttar återstod avslutades den sista fjärdedelen av rundan, och det totala resultatet blev en dubbel FITA-runda.

## Resultat
| Klass                            | Guld                                                 | Silver                                                          | Brons                                                        |
| Individuellt, herrar Detaljer... | Jay Barrs USA                                        | Park Sung-soo Sydkorea                                          | Vladimir Jesjejev Sovjetunionen                              |
| Individuellt, damer Detaljer...  | Kim Soo-nyung Sydkorea                               | Wang Hee-kyung Sydkorea                                         | Yun Young-sook Sydkorea                                      |
| Lag, herrar Detaljer...          | Sydkorea Chun In-soo Lee Han-sup Park Sung-soo       | USA Jay Barrs Richard McKinney Darrell Pace                     | Storbritannien Steven Hallard Richard Priestman Leroy Watson |
| Lag, damer Detaljer...           | Sydkorea Kim Soo-nyung Wang Hee-kyung Yun Young-sook | Indonesien Lilies Handayani Nurfitriyana Saiman Kusuma Wardhani | USA Deborah Ochs Denise Parker Melanie Skillman              |

## Medaljtabell
| Pl.    | Nation         | Guld | Silver | Brons | Totalt |
| ------ | -------------- | ---- | ------ | ----- | ------ |
| 1      | Sydkorea       | 3    | 2      | 1     | 6      |
| 2      | USA            | 1    | 1      | 1     | 3      |
| 3      | Indonesien     | 0    | 1      | 0     | 1      |
| 4      | Sovjetunionen  | 0    | 0      | 1     | 1      |
| 4      | Storbritannien | 0    | 0      | 1     | 1      |
| Totalt | Totalt         | 4    | 4      | 4     | 12     |